# Fiatal Művészek Klubja

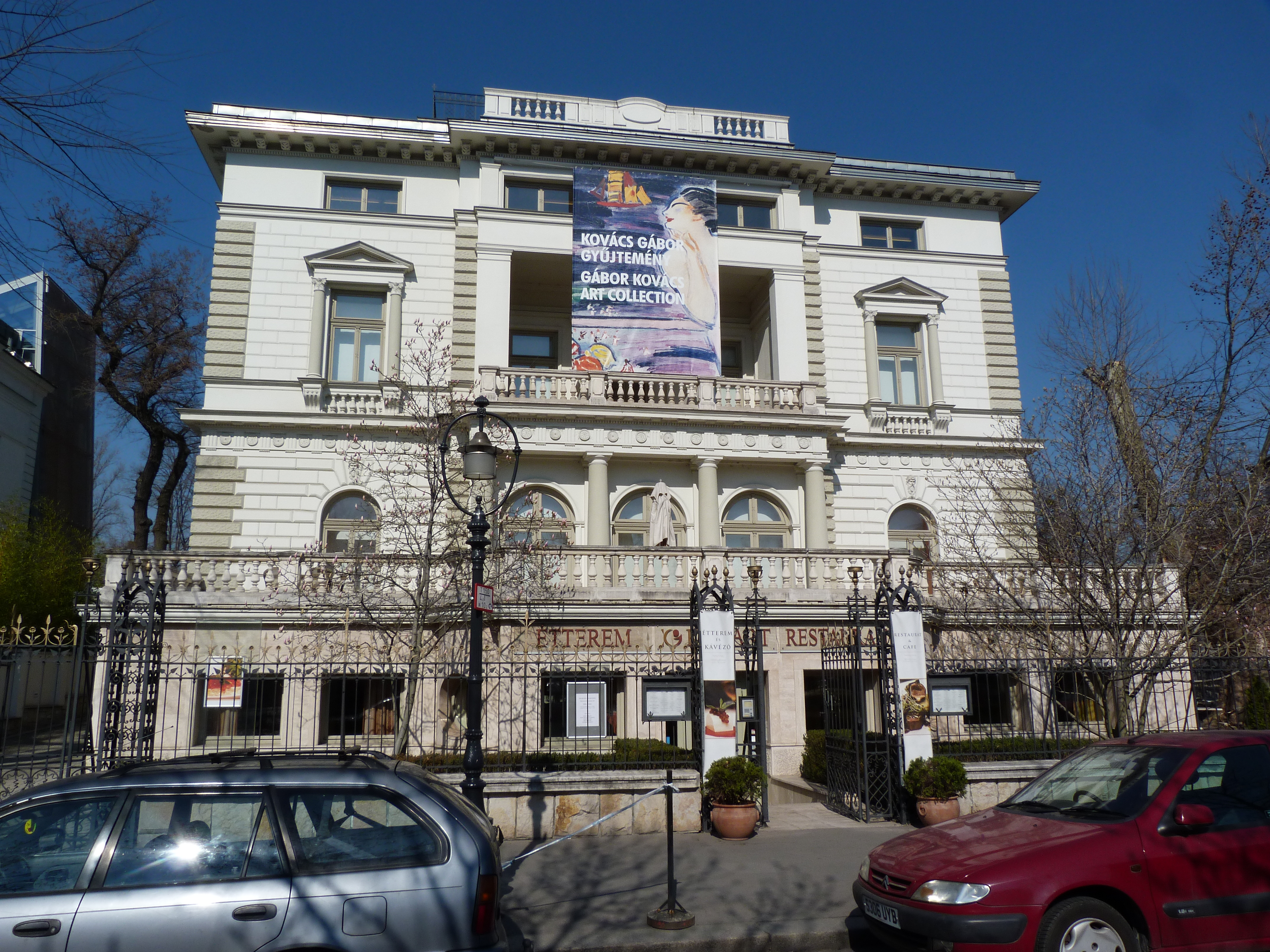
Az épülete 2015-ben (Andrássy út 112.)

A Fiatal Művészek Klubja (FMK) Budapesten, az Andrássy út 112.-ben volt. Az intézmény 1960–1998 között működött. Létrehozásának ötlete a KISZ KB-ban fogant, és a Fővárosi Tanács, később az önkormányzat vette át. Évtizedeken át a hivatalosan támadott/tűrt/el-nem-fogadott művészeti jelenségek, szellemi akciók bemutatásának a helyszíne volt. Képzőművészeti kiállítások, zenei programok, ismeretterjesztő előadások zajlottak benne. A Balázs Béla Stúdiónak is a Fiatal Művészek Klubja adott helyet.
Jogutódja a Fővárosi Önkormányzat által létrehozott Trafó – Kortárs Művészetek Háza.
Az FMK egykori épületében – a Landauer-villában – 2003 óta a KOGART Ház múzeum működik.